# Свободомыслие

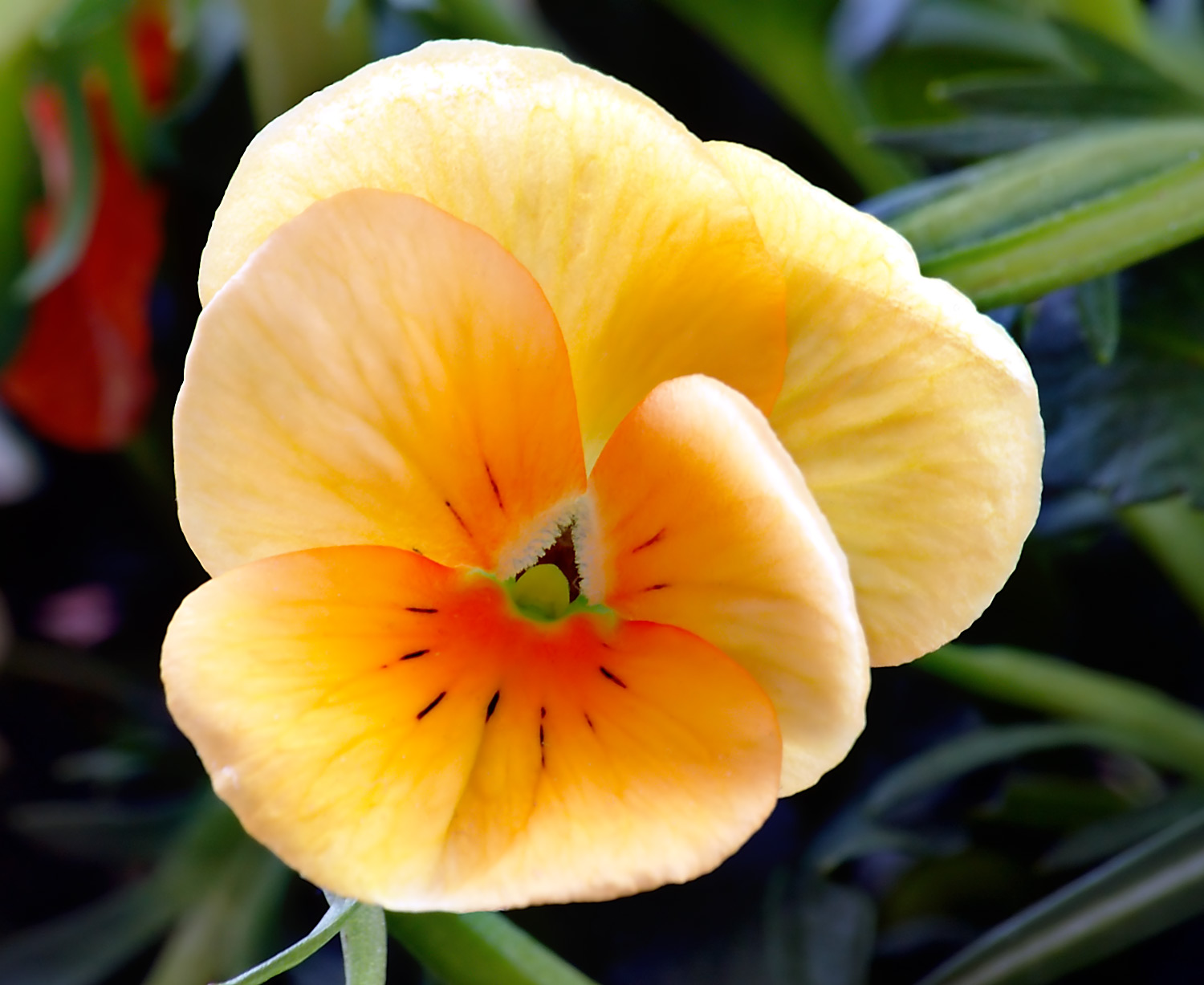
Фиалка Виттрока — цветочный символ свободомыслия

Свободомы́слие — течение общественной мысли, отвергающее религиозные запреты на рациональное осмысление догматов веры и отстаивающее свободу разума в поисках истины.
Фиалка Виттрока или садовые анютины глазки считается символом свободомыслия.

## История
Термин «свободомыслие» (англ. freethinking) вошёл в употребление в XVIII веке после публикации трактата английского деиста Джона Коллинза «Рассуждение о свободомыслии» (1713), означал свободомыслие в религии. В XIX веке концепции свободомыслия распространились в Европе и Северной Америке. В 1881 году в Великобритании был основан журнал «Свободомыслящий», просуществовавший в печатном виде до 2014 года.
В России термины «вольнодумство» и «фармазонство» (в значении «вольнодумство») появились во второй половине XVIII века; чаще всего имели в употреблении негативную коннотацию: означали также критическое отношение к существующему социально-политическому строю. Обычно связывались с именем и учением Вольтера (слова «вольтерианство» и «вольнодумство» употреблялись как равнозначащие), а также Дени Дидро и Д’Аламбера.

## Организации
- 1880 создан «Всемирный союз свободомыслящих» (действует по настоящее время),
- c 1952 — «Международный гуманистический и этический союз».